# Dharmaskandha
Dharmaskandha ou Dharma-skandha-shastra é um dos sete textos do abidarma Sarvastivada. Dharmaskandha significa "coleção dos darmas", composto por Shariputra (de acordo com fontes em sânscrito e tibetano) ou Maudgalyayana (de acordo com as fontes em chinês). A edição chinesa foi traduzida por Xuanzang, e aparece como: T26, No. 1537, 阿毘達磨法蘊足論, 尊者大目乾連造, 三藏法師玄奘奉　詔譯, em 12 fascículos.
Ele começa com um matrika como sumário dos tópicos, mostrando sua antiguidade, uma vez que estes eram supostamente atribuídos apenas ao próprio Buda. Ele apresenta 21 assuntos, dos quais os primeiros 15 dizem respeita à prática do caminho espiritual e a realização dos seus frutos. O 16º lida com 'várias questões'. Assuntos 17 à 20 lidam com a enumeração dos ayatanas, dhatus e skandhas como englobando ‘todos os darmas’. O 21º diz respeito à originação dependente.
Frauwallner conclui que o Dhātuskandha é de um período antes da separação entre as tradições abidarma sânscrita e páli, baseado em sua correlação com Vibhanga pali. Ele então o data ao budismo pré-Ashoka. Yinshun nota que ele foi mencionado no Mulasarvastivada Vinaya-vyakaraṇa, indicando sua precoce inclusão no cânone Sarvastivada. Estes dois combinados, iriam sugerir que [a escola] Mulasarvastivada teria seu cânone próprio desde um período inicial.
Yinshun também cita três pontos para considerar este texto como tendo origem num abidarma pré-sectário:
- sua análise de rupa similar àquela do Shāriputta Abhidhamma e do Dhammapariyāya (considerado como sendo o mais antigo texto abidarma de qualquer tradição)[2];
- nenhuma menção de avijñapti-rūpa, seguindo o shāriputta Abhidhamma; e
- a ênfase nos cinco indriya e cinco bāla, como indispensáveis no caminho espiritual[3].